# 朱俱波
朱俱波，昆仑山麓中的古代小国，位于今新疆维吾尔自治区叶城县西南棋盘乡及塔什库尔干县东南境。
《新唐书·西域传》作朱俱波国，亦作朱居槃国，《后汉书》子合国地，《魏书》作悉居半国、朱居国、朱俱槃国，《洛阳伽蓝记》、《宋云行纪》作朱驹波国，《南史》作周古柯、句般，《大唐西域记》作斫句迦、沮渠，《续高僧传》作遮拘迦国，《新疆识略》作哈尔哈里克。
其国原为汉朝时的子合国，至唐朝时已兼并周围的西夜、蒲犁、依耐、德若，形成这一山区地带的统一国家。今叶城县的乌夏巴什一带是其中心。境属昆仑山山区，东临塔里木盆地。在于阗西，语言与于阗相类，南北朝役属于嚈哒。俗信佛教，唐朝时，朱俱波多次遣使朝贡，唐朝在朱俱波设立碛南州。

## 延伸阅读
[在维基数据编辑]
 《欽定古今圖書集成·方輿彙編·邊裔典·周古柯部》，出自陈梦雷《古今圖書集成》
 《梁書/卷54》，出自姚思廉《梁書》